# Leucophenga tenebrosa
Leucophenga tenebrosa är en tvåvingeart som beskrevs av Bachli 1971. Leucophenga tenebrosa ingår i släktet Leucophenga och familjen daggflugor.
Artens utbredningsområde är Kongo-Kinshasa. Inga underarter finns listade i Catalogue of Life.